# Лид (Јужна Дакота)
Лид (енгл. Lead) град је у америчкој савезној држави Јужна Дакота.

## Демографија
По попису из 2010. године број становника је 3.124, што је 97 (3,2%) становника више него 2000. године.
| Група             | 2000.         | 2010.         |
| Белци             | 2.845 (94,0%) | 2.891 (92,5%) |
| Афроамериканци    | 7 (0,2%)      | 9 (0,3%)      |
| Азијати           | 6 (0,2%)      | 13 (0,4%)     |
| Хиспаноамериканци | 82 (2,7%)     | 90 (2,9%)     |
| Укупно            | 3.027         | 3.124         |